# Caulophacus hadalis
Caulophacus hadalis är en svampdjursart som beskrevs av Claude Lévi 1964. Caulophacus hadalis ingår i släktet Caulophacus och familjen Rossellidae. Inga underarter finns listade i Catalogue of Life.